# Beverly Road
Beverly Road – stacja metra nowojorskiego, na linii 2 i 5. Znajduje się w dzielnicy Brooklyn, w Nowym Jorku i zlokalizowana jest pomiędzy stacjami Church Avenue i Newkirk Avenue. Została otwarta 23 sierpnia 1920.